# Bernard Yerlès
Pour les articles homonymes, voir Yerlès.
 (mars 2018).
Si vous disposez d'ouvrages ou d'articles de référence ou si vous connaissez des sites web de qualité traitant du thème abordé ici, merci de compléter l'article en donnant les références utiles à sa vérifiabilité et en les liant à la section « Notes et références ».
Bernard Yerlès est un acteur et metteur en scène de théâtre belge, né le 17 janvier 1961 à Etterbeek à Bruxelles.

## Biographie
Bernard Yerlès est le fils de Pierre Yerlès, documentaliste et professeur émérite à l'Université catholique de Louvain, et Éliane Martin. Il a fait ses études secondaires au collège Don Bosco à Woluwe-Saint-Lambert,. Comédien formé à l'INSAS, où il a été ensuite professeur pendant un temps, Bernard Yerlès a d'abord travaillé une dizaine d'années en Belgique, principalement au théâtre, avant de se faire connaître en France, où il obtient de nombreux rôles, au cinéma mais surtout dans des téléfilms et séries télévisées qui font de lui un des acteurs les plus populaires de sa génération. Il est père de trois enfants. Depuis trente ans, il partage sa vie professionnelle entre la France et la Belgique, où il continue à varier les rôles (il met en scène et réalise) entre tournages et créations théâtrales.

### Vie privée
Il a un frère : Jean-Luc Yerlès, danseur, chorégraphe et professeur de religion à Bruxelles,
Il a eu un enfant : Manon avec sa première compagne,
Bernard Yerlès a été marié à Laetitia Réva, une comédienne et chanteuse française originaire de Nice, fille du chanteur Claude Réva. Il a eu deux enfants : Timon et Nathan avec Laetitia. 
Il vit toujours en Belgique, à Auderghem, en région bruxelloise..
Régine Dubois, animatrice radio sur Vivacité, est sa compagne actuelle.

## Filmographie

### Acteur

#### Cinéma
- 1983 : Babel opéra d'André Delvaux
- 1984 : Toute une nuit de Chantal Akerman
- 1985 : Les Années 80 de Chantal Akerman
- 1990 : Toto le héros de Jaco Van Dormael
- 1991 : Pardon Cupidon de Marie Mandy
- 1993 : Elles ne pensent qu'à ça... de Charlotte Dubreuil
- 1994 : Les Apprentis de Pierre Salvadori
- 1999 : La Vache et le Président de Philippe Muyl
- 2000 : Le Troisième Œil de Christophe Fraipont
- 2002 : Laisse tes mains sur mes hanches de Chantal Lauby
- 2004 : Au secours, j'ai 30 ans ! de Marie-Anne Chazel
- 2004 : Tout pour plaire de Cécile Tellerman
- 2007 : Michou d'Auber de Thomas Gilou
- 2012 : Nos plus belles vacances de Philippe Lellouche
- 2019 : Joyeuse retraite ! de Fabrice Bracq

#### Courts et moyens métrages
- 1983 : Hôtel des Acacias de Chantal Akerman
- 1984 : Les Hostiles de Jean-Marie Piemme
- 1985 : Avec quoi tu viens ? de S. Olivier
- 1986 : Le Palimpseste de P. Vandenhoven
- 1987 : L'Arbre de Luc Deschamps
- 1988 : Dérapage de Marian Handwerker
- 1988 : Un été de chien de Jaco Van Dormael
- 1989 : Le Veilleur de F. Fabrice
- 1991 : Eva et Alexandre de S. Campa
- 2000 : Bosna airlines de D. Wittorski
- 2003 : Ciel, mon prince ! de Flavia Coste
- 2004 : Le Train de Luc Deschamps
- 2008 : En attendant que la pluie cesse de Charlotte Julia
- 2009 : Ma vie sans moi de Charlotte Julia
- 2009 : Lucie cherche son PC de Catherine Cohen
- 2012 : Kaï Mook déménage de Bruno Vanden Broecke
- 2013 : Typique (série web) de Lionel Delhaye
- 2013 : Le Programme X.65E.S de Thierry Uytenhoven
- 2015 : Le Bruissement du silence de Valène De Valck
- 2016 : Le Rêve de Martine Colas
- 2018 : Gaia de Christophe Degroef

#### Téléfilms et non récurrents dans des séries

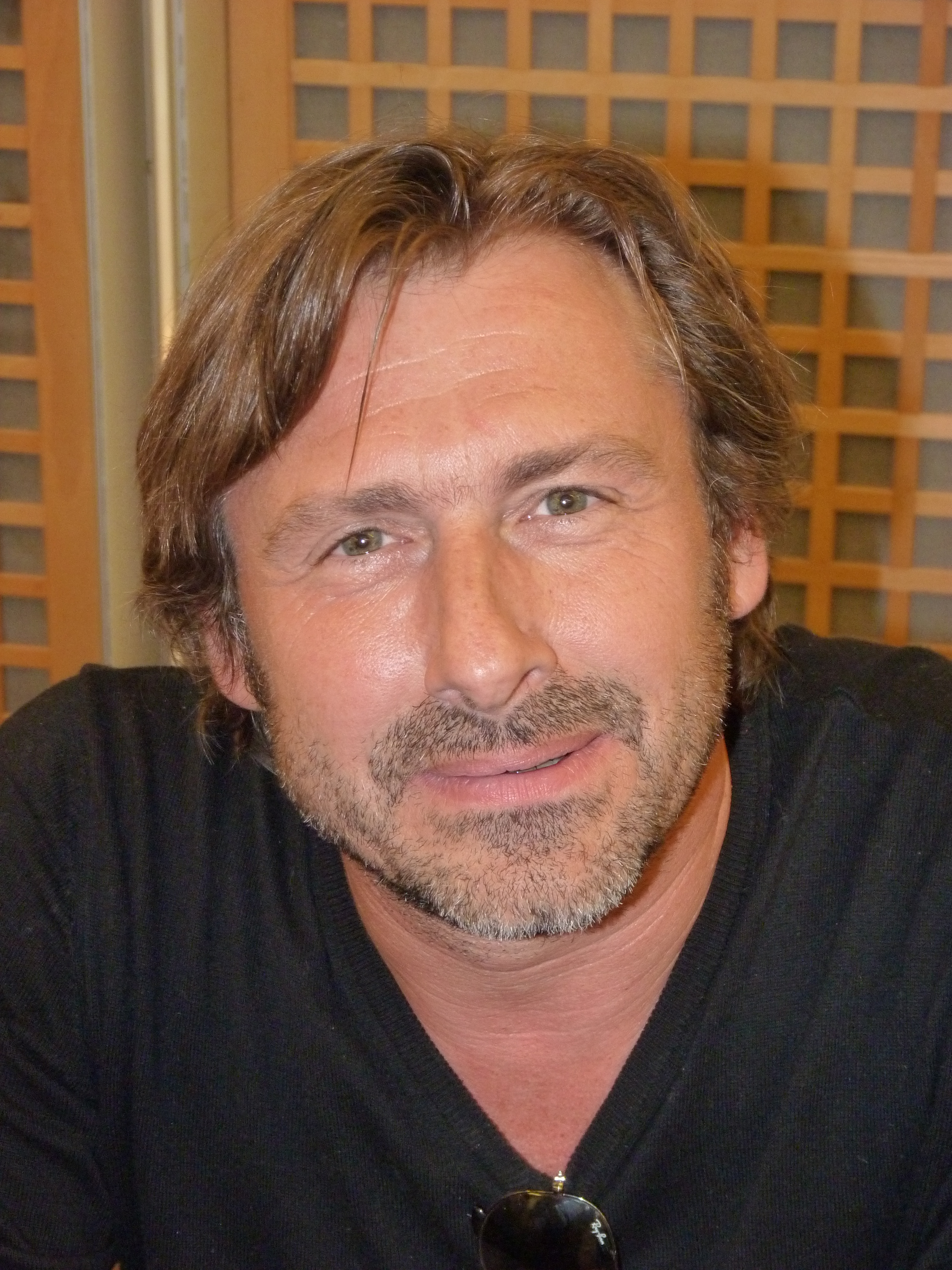
Bernard Yerlès au festival de télévision de Monte-Carlo 2012.

- 1992 : Petit cyclone de Michel Mees
- 1993 : Nestor Burma, saison 2, épisode 5 : Un croque mort nommé Nestor, réalisé par Maurice Frydland : Paul Grillat
- 1993 : Marie Tudor de Robert Mazoyer
- 1994 : V'la l'cinéma ou le roman de Charles Pathé de Jacques Rouffio
- 1994 : Fils de flic d'Igaal Niddam : Marco Servin
- 1994 : La Femme dangereuse de Gilles Béhat : Serge
- 1995 : L'Auberge de la Jamaïque de Gilles Béhat : Jean
- 1995 : Le Fils de Paul de Didier Grousset : Clément
- 1995 : Le Secret d'Iris d'Élisabeth Rappeneau : Olivier
- 1997 : Les Pédiatres de Daniel Losset : Frédéric Jarry
- 1997 : Aventurier malgré lui de Marc Rivière : Bruno Kerouec
- 1997 : Petite menteuse de Thierry Chabert : Yves Moreau
- 1998 : Fleurs de sel d'Arnaud Sélignac : Paul Dubreuil
- 1999 : Mission protection rapprochée, épisode En plein cœur réalisé par Dennis Berry
- 1999 : L'Ange tombé du ciel de Bernard Uzan : Arthur
- 2000 : La Double Vie de Jeanne d'Henri Helman : Étienne Dorval
- 2000 : Toute la ville en parle de Marc Rivière : Philippe Dumas
- 2000 : L'Enfant de la nuit de Marian Handwerker : Vincent
- 2001 : Les Semailles et les Moissons de Christian François : Pierre
- 2002 : Y a pas d'âge pour s'aimer de Thierry Chabert : Julien
- 2002 : Jean Moulin, une affaire française de Pierre Aknine : René Hardy
- 2002 : Lucas Ferré, le plaisir du mal de Marc Angelo : Lucas Ferré
- 2002 : Capitaine Lawrence de Gérard Marx : Garrec
- 2003 : Vacances mortelles de Laurence Katrian : François
- 2003 : Les Robinsonnes de Laurent Dussaux : Joseph
- 2003 : Le Roman de Georgette d'Alain Robillard : Tancrède Ferté-Laroche
- 2004 : Le Fantôme du lac de Philippe Niang : Pierre Perreau
- 2006 : Le Fantôme de mon ex de Charlotte Brändström : Léopold Gautier
- 2007 : Adriana et moi de Williams Crespin : François
- 2007 : Ma fille est innocente de Charlotte Brändström : Philippe
- 2008 : Une ombre derrière la porte de Pierre Joassin : Lachesnay
- 2010 : Malevil de Denis Malleval : Emmanuel Comte
- 2010 : Mademoiselle Drot de Christian Faure : Henri Grandjean
- 2012 : Mes deux amours de Régis Musset : Emmanuel Devailly
- 2014 : Au nom des fils de Christian Faure : Serge Lotaire
- 2015 : Meurtres à l'île d'Yeu de François Guérin : Nicolas Lemeur
- 2015 : Pacte sacré de Marion Sarraut : Jean-Noël
- 2016 : Les Liens du cœur de Régis Musset : Georges
- 2014 : Station Horizon de Romain Graf et Pierre Adrian Irlé : Joris Fragnière
- 2017 : Cassandre, épisode Le Pacte réalisé par Sylvie Ayme : Maxime Vernoux
- 2017 : Commissaire Magellan, épisode Saignac Circus réalisé par Lionel Chatton : Alexandre
- 2017 : Mongeville, épisode Séminaire à vif réalisé par Bruno Garcia
- 2017 : Le Secret de l'abbaye d'Alfred Lot : Alex Lazzari
- 2019 : Sam, épisode Nadia réalisé par Stéphanie Murat : Daniel
- 2020 : Crime à Saint-Affrique de Marwan Abdallah : Raphaêl
- 2023 : Meurtres en Guadeloupe de Marc Barrat : Jean-Baptiste Lonteau
- 2025 : Clem, épisode La rando en famille : Didier

#### Rôles récurrents dans des séries télévisées
- 1995 : Sandra, princesse rebelle, mini-série réalisée par Didier Albert : Ivan Baruk
- 1996 : Sud lointain, mini-série réalisée par Thierry Chabert : Francis Mareuil
- 1998 - 2001 : Les Duettistes, série réalisée par Alain Tasma : Simon Bergerac
- 2004 : Trois femmes flics, série créée par Tania de Montaigne, Sophie Pincemaille et Patrick Tringale : Romain
- 2004 : Le Miroir de l'eau, mini-série réalisée par Edwin Baily : Antoine Marange
- 2004 - 2006 : Rose et Val, série créée par Alexis Lecaye : François Rosier dit « Rose »
- 2005 - 2009 : Merci, les enfants vont bien, série créée par Anna Fregonese et Raphaëlle Valbrune : Jean-Pierre
- 2009 - 2012 : À tort ou à raison, série créée par Marc Uyttendaele : Yvan Maransart
- 2009 - 2015 : Mes amis, mes amours, mes emmerdes..., série créée par Jean-Marc Auclair, Marie Luce David et Thierry Lassalle : Frédéric Marciani, dit Fred
- 2009 - 2012 : Affaires étrangères, série créée par Sergio Gobbi et Marc Quentin : David Mercier
- 2015 : Station Horizon, série créée par Pierre-Adrian Irlé et Romain Graf : Joris Fragnière
- 2016 - 2017 : La Vengeance aux yeux clairs, série créée par Franck Ollivier : Étienne Chevalier
- 2018 - en cours : Alexandra Ehle, série créée par Elsa Marpeau : Antoine Doisneau
- 2018 : Adèle, série créée par Michele Geata et Sammy Fransquet : Clément Zimmer

### Réalisateur
- 2015 : Le Chevalier blanc, court-métrage

### Narrateur
- 2013 : 14-18 : l'histoire belge, documentaire historique de Michel Mees

Voix off Paola, côté jardin de Nicolas Delvaux

## Théâtre
- 1984 : Garga dans Dans la jungle des villes de Bertolt Brecht, mise en scène Philippe Sireuil (création festival d'Avignon)
- 1984 : Yacha dans La Cerisaie d’Anton Tchekhov, mise en scène Michel Dezoteux (création théâtre Varia)
- 1985 : met en scène et joue À douze ans, je rêvais de Hong-Kong d’après le Livre des fuites de Jean-Marie Le Clézio (création théâtre de la Balsamine). 1er prix Commission française de la Culture 1985
- 1986 : George Dandin dans George Dandin de Molière, mise en scène M. Dezoteux - M. Delval (création théâtre Varia)
- 1986 : Sasportas dans La Mission de Heiner Müller, mise en scène M. Dezoteux - M. Delval (création théâtre Varia)
- 1987 : Le Marchand de regrets de Fernand Crommelynck, mise en scène Henri Ronse (création Nouveau Théâtre de Belgique)
- 1987 : Iron dans Class Enemy de Nigel Williams (auteur), mise en scène Bernard De Coster (création Rideau de Bruxelles)
- 1987 : Hippolyte dans Phèdre de Racine, mise en scène M. Dezoteux - M. Delval (Rideau de Bruxelles)
- 1988 : Néron dans Britannicus de Racine, mise en scène Marcel Delval (création théâtre Varia)
- 1988 : le marié dans La Noce chez les petits bourgeois de Bertolt Brecht, mise en scène Michel Dezoteux (création théâtre Varia)
- 1988 : met en scène La Saga de Jeff le chanceux de J.P. Morby (création Festival d’Avignon Off)
- 1989 : met en scène Semblants de J.P. Morby (création théâtre Varia). 1er prix du Jury RTL 1989
- 1990 : Thésée-Obéron dans Le Songe d'une nuit d'été de William Shakespeare, mise en scène M. Dezoteux (création Cargo de Grenoble)
- 1991 : entre en résidence au CDNA de Grenoble ; joue dans Brecht-Machine, cabaret-théâtre, mise en scène Michel Dezoteux ; joue Tchoumalov dans Zement d’Heiner Müller, mise en scène Michel Dezoteux (création Festival d’Avignon)
- 1991 : Fabiano Fabiani dans Marie Tudor de Victor Hugo, mise en scène Daniel Mesguich (création théâtre national de Lille)
- 1993 : Prélati dans La Plaie et le Couteau d'Enzo Cormann, mise en scène Hervé Tougeron (création festival d’Avignon)
- 1998 : le comte de Warwick dans Et de toutes mes terres rien ne me reste que la longueur de mon corps, d’après la double tétralogie des Rois de William Shakespeare, mise en scène Martine Wijckaert (création Festival d’Avignon)
- 2000 : Jerry dansTrahisons d'Harold Pinter, mise en scène David Leveaux, théâtre de l'Atelier
- 2001 : Hubert dans Trois Versions de la vie de Yasmina Reza, mise en scène Adrian Brine (création palais des beaux-arts de Bruxelles)
- 2001 : On purge bébé dans le cadre de l’inauguration du théâtre de la Balsamine
- 2003 : met en scène L’amour existe de Mitch Hooper (création théâtre du Méridien)
- 2003 : G dans Réparation de Jean-Marie Besset, mise en espace Jacques Lassalle (création festival de Limoux)
- 2004 : met en scène Les Autres de Jean-Claude Grumberg (création théâtre du Méridien)
- 2005 : Lui dans La Musica de Marguerite Duras, mise en scène Nicole Aubry, théâtre de l'Atelier
- 2006 : Adultères de Woody Allen, mise en scène Benoît Lavigne, théâtre de l'Atelier : Sam et Norman
- 2010 : met en scène 84, Charing Cross Road de Helen Hanff, adaptation de Serge Hazanavicius, théâtre du Méridien
- 2011 : met en scène Confidences trop intimes de Jérôme Tonnerre et Patrice Leconte, palais des Bozar, panache production.
- 2013 : Le Père de Florian Zeller, mise en scène Ladislas Chollat, Théâtre Hébertot
- 2014 : Lapin blanc, lapin rouge de Nassim Soleimanpour - Théâtre Le Public, Bruxelles
- 2015 : Dom Juan de Molière, mise en scène de Thierry Debroux, Théâtre du Parc, Bruxelles
- 2015 : Inferno (Waterloo 2105) mise en scène Luc Petit, site de la bataille de Waterloo
- 2016 : Les Petits riens de la vie de Grace Paley, lecture-théâtre verbe fou festival d'Avignon
- 2017 : Max dans Nos femmes mise en scène Alain Leempoel, théâtre royal des Galeries
- 2019 : Cyrano de Bergerac, d'Edmond Rostand, Abbaye de Villers-la-Ville, théâtre du Parc - mise en scène de Thierry Debroux

## Distinctions
- 2000 : Prix de la Ville de Saint-Tropez pour Les Duettistes au Festival de la fiction TV de Saint-Tropez[6]